# بورنا بورياش الأول
بورنا بورياش الأول
بورنا بورياش الأول ومعنى اسمه خادم ملك الأراضي و ملك كيشي وهو تاسع ملك لسلالة بابل الثالثة حكم في حوالي سنة 1400 ق م ورث الحكم من أبيه أغوم الثاني تعاون هذا الملك مع الآشوريين في سبيل تحرير بلاد آشور من السيطرة الميتانية عليها جاء بعد هذا الملك ابنه كشتيلياش الثالث .